# Saarländischer Fußballverband
Saarländischer Fußballverband (SFV) – związek sportowy działający na terenie niemieckiego kraju związkowego Saary. Jest jednym z 21 związków piłkarskich wchodzących w skład Deutscher Fußball-Bund. Siedzibą związku jest miasto Saarbrücken.
Został założony 21 lipca 1948 w Sulzbach, pod nazwą Saarländischer Fußballbund (SFB), jako związek narodowy Protektoratu Saary, odłączonej od Niemiec wskutek uregulowań pokojowych po II wojnie światowej i znajdującej się pod protektoratem francuskim. W 1949 delegaci związku odrzucili w głosowaniu włączenie w struktury Fédération Française de Football. 22 czerwca 1950 został przyjęty do FIFA jako jeden ze związków narodowych. Stało się to na 3 miesiące przed przystąpieniem zachodnioniemieckiego DFB.
Związek wystawił reprezentację, która brała udział w kwalifikacjach do Mistrzostw Świata w 1954 r.; podczas tych eliminacji reprezentacja ta spotkała się m.in. z ekipą RFN. Awansu nie osiągnięto. W 1948 klub 1. FC Saarbrücken został zaproszony do gościnnej gry w drugiej lidze francuskiej. Klub z Saary zająłby 1. miejsce w lidze, gdyby jego wyniki były uznane za oficjalne. Od 1951 klub ten rywalizował w niemieckim systemie ligowym, a w 1952 został wicemistrzem Niemiec. SFB zgłosił 1. FC Saarbrücken do udziału w pierwszym Pucharze Europy Mistrzów Krajowych w sezonie 1955/56, w którym rywalizował z A.C. Milan.
Po referendum w Protektoracie Saary w 1955 roku, 1 stycznia 1957 Saara stała się jednym krajów związkowych Republiki Federalnej Niemiec. W związku z tym SFB przestał być członkiem FIFA i 28 lipca 1956 został przyjęty w struktury DFB.
Związek dzieli się na 4 okręgi (niem. Kreis): Nordsaar, Ostsaar, Südsaar, Westsaar. Razem z Fußballverband Rheinland oraz Südwestdeutschen Fußballverband tworzy jeden z pięciu niemieckich związków ponadregionalnych – Regionalverband Südwest. W 2023 związek skupiał 97 240 członków.